# Jean-Baptiste Marteau
Jean-Baptiste Marteau est un journaliste français, né le 21 mai 1983, à Paris.
Il fait des études de droit à l'université Paris 1 Panthéon-Sorbonne. Il est l'auteur d'UMP, un univers impitoyable (2012), de Bal tragique à l'UMP (2013), et Le Tsunami (2018), trois ouvrages écrits en collaboration avec Neïla Latrous. Après avoir présenté la matinale de LCI, il travaille depuis 2013 au service politique de France 2. Il présente régulièrement les JT lors des vacances scolaires.

## Biographie

### Études et formation
Jean-Baptiste Marteau fait des études de droit à l’université Paris 1 Panthéon-Sorbonne, au sein de l'École de droit de la Sorbonne. Il est président des jeunes de  l'UMP (renommé LR) de l'Oise au début des années 2000.

### Carrière
Il fait ses premières armes sur la chaîne Equidia de 2004 jusqu’en août 2007 en commentant des compétitions équestres.
De 2007 à 2008, il présente les journaux sur la chaîne d’information sportive L’Équipe TV. Puis, en janvier 2008, il rejoint la chaîne d’information LCI.
En plus de ses activités sur LCI, il publie également deux ouvrages sur les coulisses de l'UMP,. Le premier (UMP, un univers impitoyable, 2012),, comme le second (Bal tragique à l'UMP, 2013),, connaissent un certain écho auprès de la presse.
En août 2013, Jean-Baptiste rejoint France 2 pour travailler sur la partie politique de 13h15 le dimanche. Entre 2014 et 2016, il est joker des journaux de Télématin.
Parallèlement à ses activités à France 2, il présente de temps à autre des journaux sur RTL.
Il présente les journaux du week-end de France 2 du 14 au 16 août 2015 pour sa première fois en tant que joker de Laurent Delahousse .
Du 26 au 30 décembre 2016 il devient joker des 13 heures en semaine de France 2 et le reste ensuite occasionnellement. Il a également présenté un JT le jeudi 25 et le vendredi 26 janvier 2018.
De septembre 2017 à 2019, il est chroniqueur dans L'Émission politique sur France 2, présentée par Léa Salamé.
En octobre 2017, il devient joker des 13 heures du week-end de France 2.
Le 18 janvier 2018 paraît chez Plon son troisième essai, coécrit avec Neïla Latrous. Le Tsunami revient sur la recomposition politique engagée à l'occasion de la dernière élection présidentielle. Les deux journalistes révèlent notamment des coulisses inédites de la campagne.
À l'été 2018, il remplace Laurent Delahousse durant 4 semaines à la présentation des 20 heures du week-end. Il signe plusieurs records d'audiences.
En mars 2020, au début du confinement dû à la pandémie de Covid-19, il remplace au pied levé Marie-Sophie Lacarrau à la présentation du 13 h de France 2 pour deux semaines. La présentatrice titulaire étant confinée « par précaution après avoir été en contact avec une personne soupçonnée d’être contaminée par la Covid-19 » indique France 2. Pendant cet intérim, grâce au confinement le JT de 13h bat un record d'audience vieux de plus de 15 ans avec 4,9 millions de téléspectateurs au même moment sur TF1 Jacques Legros réuni 8,3 millions de téléspectateurs 
Durant les Jeux olympiques 2020 à Tokyo, il commente les épreuves d'équitation pour France Télévisions avec Virginie Coupérie-Eiffel. 
À partir du 28 août 2023, Jean-Baptiste Marteau est aux commandes de la matinale de Franceinfo (canal 27) de 6 h 30 à 8 h 30.
Depuis 2023, il est le joker à la présentation de Télématin sur France 2.
En 2024, lors des Jeux olympiques d'été de Paris, il commente les épreuves d'équitation organisées dans les jardins du Château de Versailles et présente des épreuves olympiques diffusées en journée ou en soirée sur France 2 depuis la terrasse de France Télévisions installée au Musée de l'Homme au Trocadéro.
En août 2024, il présente les 80 ans de la libération de Paris avec Stéphane Bern sur France 2. 
Depuis 2024, il anime de nombreuses  éditions spéciales sur France 2 comme par exemple le 4 décembre 2024 concernant la motion de censure à l'encontre du gouvernement de Michel Barnier ou encore en janvier 2025 sur le discours de politique générale de François Bayrou.
En 2025, il est reporter dans l’émission Mieux dans ma tête - Parlons santé mentalesur France 2.

### Participation à des émissions caritatives et engagements
Depuis 2015, il participe chaque année au Téléthon en direct d'une ville ambassadrice aux côtés de Chloé Nabédian,.
Il participe en 2018 à Fort Boyard pour soutenir l'association Juste Humain qui accompagne les enfants hospitalisés atteints d’un cancer. Il reparticipe à l'émission en 2021 pour défendre l'association Endofrance, en 2023 pour l'association Carl et en 2025 pour l'association Grégory Lemarchal. 
Le 6 avril 2020, il participe à la campagne numérique #EnsembleSurInternet de MALD agency pour lutter contre toutes les discriminations et la haine sur Internet pendant le premier confinement national de la Covid-19 avec les associations UEJF, Urgence Homophobie, STOP Homophobie, SOS Racisme et Cool Kids Féministes et 16 autres personnalités,.

### Vie privée
Le 11 octobre 2018, à l'occasion de la journée internationale du coming-out, Jean-Baptiste Marteau fait son coming-out via un tweet,. En juillet 2019, il se marie avec son compagnon depuis huit ans, Bruno Loup ; ils ont une fille prénommée Colette. Ils divorcent en 2023, après douze années de vie commune. En août 2024, il officialise sa nouvelle relation avec Jean de Reynal.

## Controverses et polémiques
En novembre 2014, il réalise le reportage controversé « Copé, le mal-aimé » diffusé dans 13 h 15 le dimanche. Le reportage est jugé par Patrick Cohen et l'équipe de Yann Barthès comme trop complaisant vis-à-vis de l'ancien président de l'UMP.
Il est l'auteur d'un reportage controversé diffusé au journal de 20 h de France 2 le 25 novembre 2017. Consacré à la convention de La France insoumise, son reportage passe notamment un extrait tronqué d'une intervention de Jean-Luc Mélenchon, où il a coupé des mots et rajouté des applaudissements afin de changer le sens de ses propos,.
Il dénonce les nombreuses insultes homophobes le visant sur les réseaux sociaux après la cérémonie d'ouverture des Jeux olympiques d'été de 2024.

## Publications
- UMP, un univers impitoyable, Flammarion, 2012 (coécrit avec Neïla Latrous)[36]
- Bal tragique à l'UMP, Flammarion, 2013 (coécrit avec Neïla Latrous)[37]
- Le Tsunami, Chronique secrète d'une année politique pas comme les autres, Plon, 2018 (coécrit avec Neïla Latrous)[14]